# Оргазм в Огайо
«Оргазм в Огайо» (англ. The Oh in Ohio) — американська драмедія, що вийшла 2006 року, з Полом Раддом і Паркер Поузі у головних ролях.

## Сюжет
Джек і Прісцилла одружені вже десять років. Вона — ефектна, амбітна жінка, віцепрезидент рекламної компанії. А він — вчитель в старшій школі, який перебуває у депресії через нездатність дружини отримати оргазм. Зрештою, невдоволений Джек перебирається у власний гараж, а Прісцилла починає експериментувати, відвідуючи психологів, мастурбуючи і знайомлячись з можливостями вібратора і пейджера в режимі вібродзвінка, в результаті чого ледь не отримує залежність від вібратора, але випадково відчуває перший оргазм.
У цей же час Джек починає стосунки з Крістен, своєю ученицею, і починає знов стежити за своєю зовнішністю та поведінкою, але стосунки припиняються коли вона складає іспит в Гарвардський університет. Джек досі любить Прісциллу і пропонує знов зійтися, але вона обирає партнерство з Вейном, бізнесменом, який удвічі старший за неї.

## У ролях
| Актор          | Роль           |
| -------------- | -------------- |
| Пол Радд       | Джек Чейз      |
| Паркер Поузі   | Прісцилла Чейз |
| Денні Девіто   | Вейн           |
| Міша Бартон    | Крістен Тейлор |
| Кіт Девід      | тренер Попович |
| Лайза Міннеллі | Алісса Донахью |
| Гізер Грем     | Джастін        |
| Тім Расс       | Дуглас         |